# Másodlagos értékpapír
A másodlagos értékpapír a magyarországi tőkepiaci törvény szerint a letétkezelő által a másodlagos értékpapír tulajdonosa (végső jogosult) részére kibocsátott, az elsődleges értékpapírra vonatkozó rendelkezési jogot, illetőleg az értékpapír által megtestesített jogok gyakorlását biztosító, sorozatban kibocsátott, névre szóló, átruházható értékpapír.
Csak meghatározott személyek bocsáthatnak ki másodlagos értékpapírt.
Ilyen a befektetési szolgáltató, illetve a központi értéktár.